# Hindenburg-Kaserne (Magdeburg)

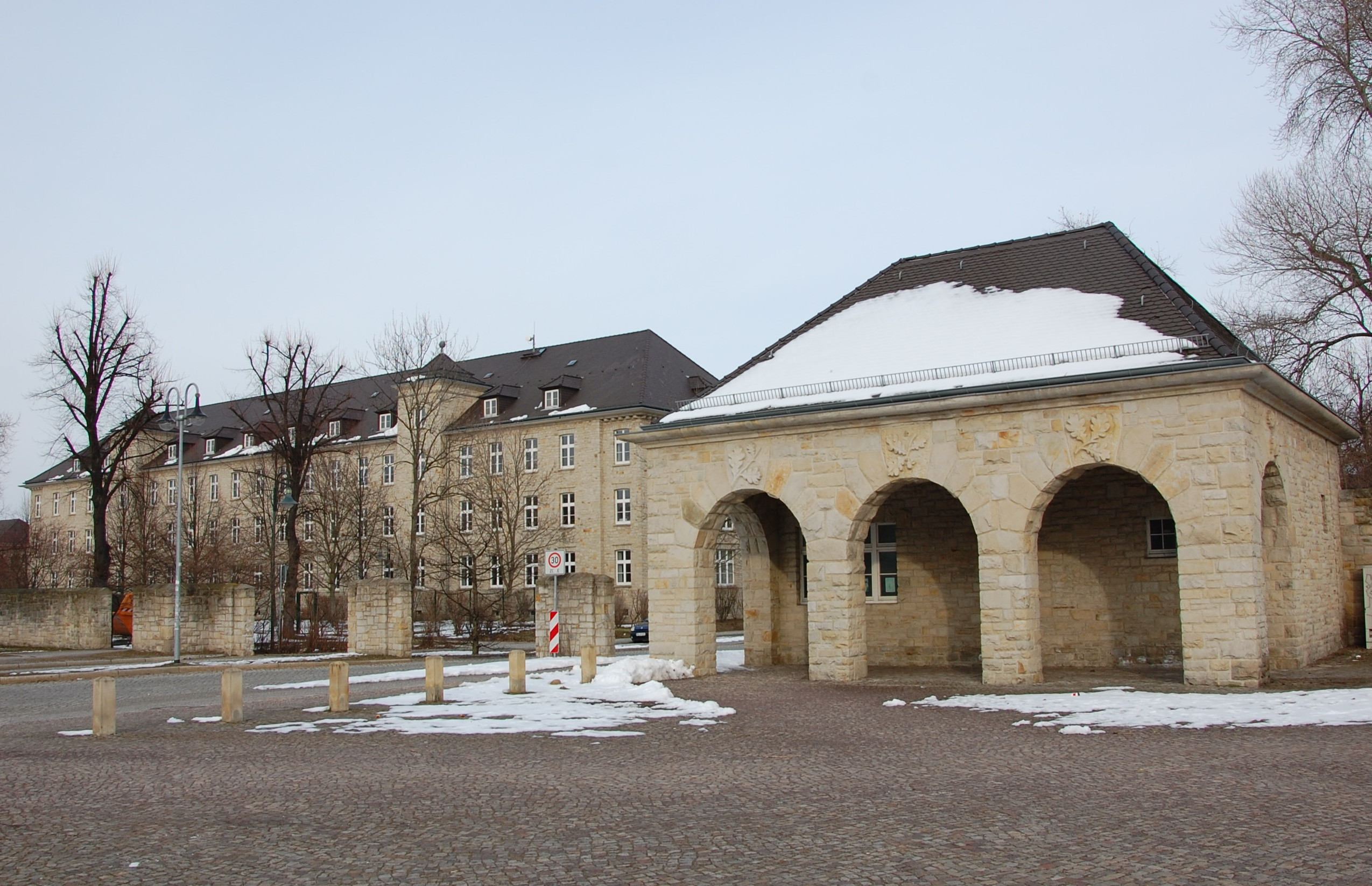
Hindenburgkaserne, Eingangsbereich, 2013

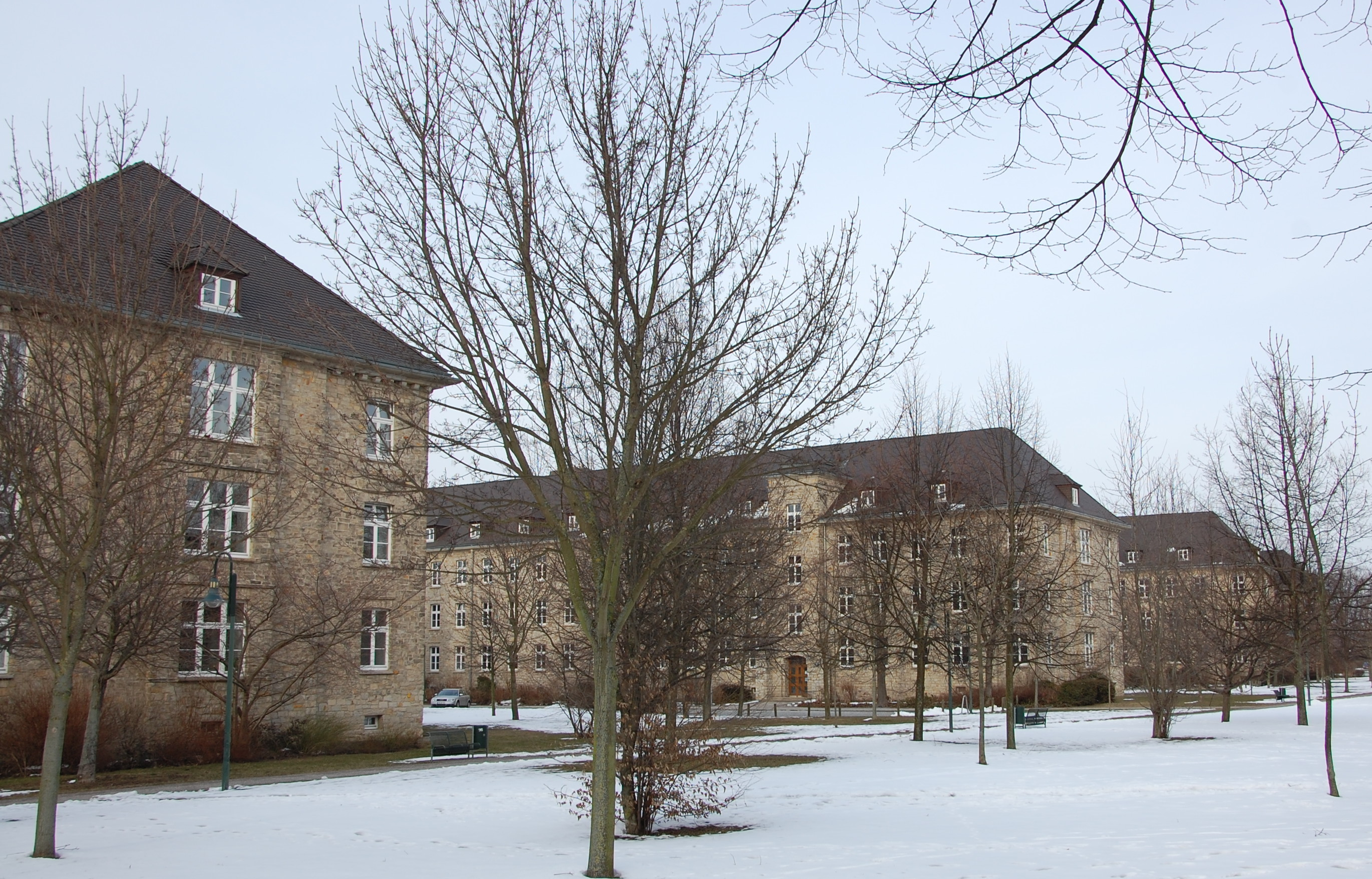
Südseite

Die Hindenburg-Kaserne ist eine ehemalige Kaserne in Magdeburg in Sachsen-Anhalt. Die Kaserne dient heute überwiegend als Sitz von Behörden und ist denkmalgeschützt.

## Lage
Sie befindet sich im Süden des Magdeburger Stadtteils Herrenkrug an der Adresse Tessenowstraße 1-15. Südlich verläuft die Jerichower Straße, die als Teil der Bundesstraße 1 ausgewiesen ist, westlich die Herrenkrugstraße. Im Südwesten liegt der Jerichower Platz, nördlich grenzt der Elbauenpark an.

## Architektur
Die Kaserne entstand bei der Aufrüstung der Wehrmacht in den Jahren 1936 bis 1939 nach einem Entwurf des bekannten Architekten Heinrich Tessenow. Die Gestaltung der Anlage erfolgte in einem martialisch-monumental anmutenden Heimatstil. Es ist die einzige Arbeit Tessenows in diesem Stil, der in der Zeit des Nationalsozialismus aufgrund seiner offen geäußerten kritischen Auffassung zum NS-Baustil ansonsten keine größeren öffentlichen Aufträge mehr erhalten hatte. Tessenow hatte sich an einer Musterzeichnung des Militärs zu orientieren.
Es entstand ein größerer Komplex mit Gebäuden für die Mannschaften, Werkstatt- und Wirtschaftsbauten sowie Garagen. Es wurde Wert auf ein einheitliches Gesamtbild gelegt. Die Gebäude sind um einen im Zentrum angelegten Formalausbildungsplatz angeordnet. Im Südwesten ist ein großer Platz vorgelagert, der vom Hindenburg-Ehrenmal dominiert wird.
An der Südseite des Geländes befinden sich vier dreigeschossigen Mannschaftshäuser in Zeilenbauweise. Nördlich des Exerzierplatzes stehen eingeschossige mit Krüppelwalmdächern bedeckte Garagen. Im Westen wurden Wach- und Stabsgebäude sowie das Ehrenmal errichtet. Im Stabsgebäude war auch ein Krankenrevier untergebracht. Das Wachhaus verfügt über eine offene Vorhalle einfassende Arkaden. Deren Scheitelsteine sind mit von Gustav Seitz geschaffenen Eichenblättern verziert. Auf der Ostseite entstand ein Exerzierhaus sowie eine Kraftfahrzeugwerkstatt mit Waffenmeisterei.
Die Fassaden aller Gebäude wurden mit groben Quadern aus Velpker Sandstein verkleidet. Diese Gestaltung verleiht der Anlage eine trutzige, wehrhafte Erscheinung. Die Gestaltung des Stabsgebäudes und der Mannschaftshäuser ist sehr ähnlich. Sie unterscheiden sich vornehmlich durch ihre Länge. Die Mannschafts- und Stabsgebäude verfügen über je zwei risalitartige, von Turmhelmen bekrönte Treppentürme, in denen auch die Eingänge angeordnet sind. Die Eingänge wurden mit Steinkugeln besetzten quadratischen Wandpfeilern betont. Die Steinkugeln erinnern an Kanonenkugeln. Vor dem Stabsgebäude werden die Wandpfeiler von Pyramiden bekrönt. Auf der Rückseite befinden sich gleichfalls die Risalite, jedoch ohne Eingänge. An den Ecken der Gebäude ist jeweils die äußerste Fensterachse um eine Mauersteinstärke zurückgesetzt. In diesem Bereich befindet sich unterhalb des Dachs ein an Balkenköpfe erinnerndes Kranzgesims. Die Fensterachsen sind in gleichen Abständen angeordnet. Die Fenster verfügen über einen sehr flachen Segmentbogen, einer schmalen Kragplatte und einer steinernen Fensterbank. Bedeckt sind die Gebäude mit Walmdächern.
Im Inneren der Bauten besteht auf jeder Etage ein 2,5 Meter breiter Mittelflur, der durch Fenster an den Stirnseiten und einen zwei oder drei Fensterachsen breiten Lichtflur belichtet wird.
Bei der Gestaltung der zweigeschossigen Wirtschaftsgebäude wurde wie beim Wachhaus das Motiv des Arkadenbogens genutzt. In diesen Bauten befanden sich auch die Speisesäle. Im Erdgeschoss die für die Mannschaften, im Obergeschoss für die Unteroffiziere.
Im Gebäudeinneren befanden sich Ausmalungen mit Schlachten- und Uniformbildern sowie Stadtansichten von Städten aus der näheren Umgebung. Als Maler waren Friedrich Eberhardt, Georg Ehmig, Franz Lenk, Otto Manigk, Hanns Hubertus Graf von Merveldt, Otto Niemeyer-Holstein, Hans Pfeiffer und Johannes Saas tätig.
Die strenge Gestaltung der Gebäude wird durch eine leichte Krümmung der Erschließungsstraße und eine radiale Spreizung der Gebäudezeilen aufgelockert. Darüber hinaus erfolgte, auch zu Tarnzwecken, eine starke Begrünung der Anlage. Tessenow entwarf auch die Bepflanzung der Freiflächen und das Mobiliar der Kaserne.
Das Ensemble gilt als stadt- und architekturgeschichtlich bedeutend. Letzteres insbesondere im Hinblick auf ein wichtiges Werk eines der bedeutendsten deutschen Architekten des 20. Jahrhunderts.
Im örtlichen Denkmalverzeichnis ist die Kaserne unter der Erfassungsnummer 094 70034 als Baudenkmal verzeichnet.

## Geschichte
Im Oktober 1938 wurde die Kaserne vom 1. Bataillon des Infanterie-Regiments Nr. 66 (mot.) bezogen, das zuvor in den Kasernen Ravensberg und Magdeburg untergebracht war. Die Einheit gehörte zur 13. Infanterie-Division und ab 1940 als Panzer-Grenadier-Regiment Nr. 66 zur 13. Panzer-Division. Die Benennung erfolgte zu Ehren Paul von Hindenburgs. Nach Ende des Zweiten Weltkriegs waren in der Kaserne sowjetische Truppen stationiert.
Zur Bundesgartenschau 1999 wurden die Garagen im nördlichen Teil der Anlage in das Bundesgartenschaugelände integriert. Heute (Stand 2016) befindet sich hier auch die Verwaltung des Elbauenparks. In anderen Gebäuden ist das Finanzamt Magdeburg untergebracht. Das ehemalige Exerzierhaus dient als Theater, der ehemalige Exerzierplatz wird als Parkplatz genutzt.